# James Krüss
James Krüss (Helgoland, 31 mei 1926 - Gran Canaria, 2 augustus 1997) was een Duits en Noord-Friese dichter en schrijver van kinderboeken.
De bekendste boeken van Krüss zijn:
- "Der Leuchtturm auf den Hummerklippen" (1956)
- "Mein Urgroßvater und ich" (1960)
- "Timm Thaler" (1962)

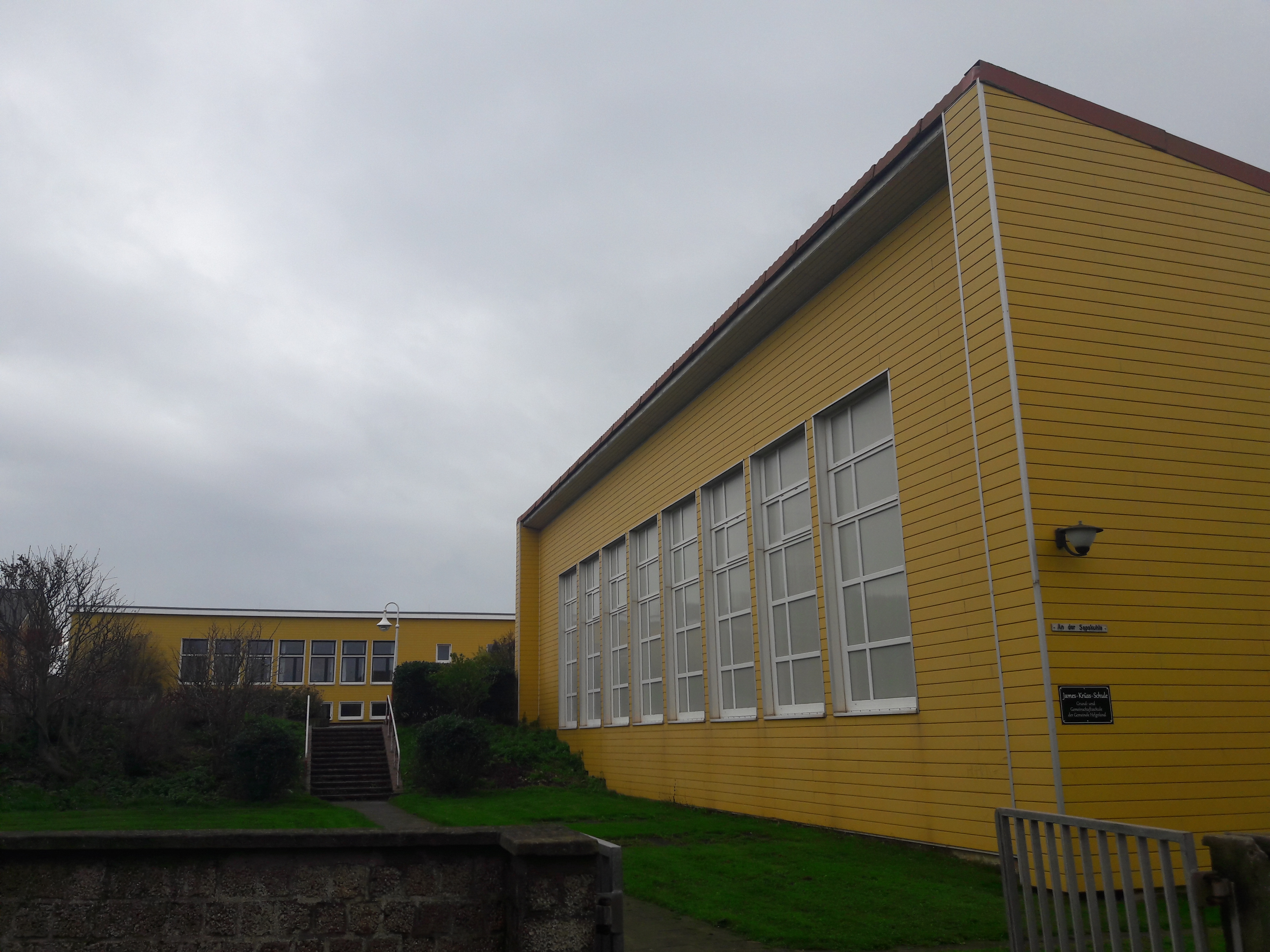
De James Krüss Schule in Helgoland

Op Helgoland zijn de basisschool en de middelbare school in het jaar 1986 naar James Krüss vernoemd. In 2007 werd het James Krüssmuseum op Helgoland geopend.
- Bibsys: 90734534
- Biblioteca Nacional de España: XX942055
- Bibliothèque nationale de France: cb11910136b (data)
- CiNii: DA05063507
- Digitale Bibliotheek voor de Nederlandse Letteren: krus016
- Gemeinsame Normdatei: 118724762
- International Standard Name Identifier: 0000 0003 6863 4432
- Library of Congress Control Number: n50047259
- Nationale Bibliotheek van Letland: 000014420
- MusicBrainz: 6aa62e9a-eed6-40c2-a56e-4eb8bcf46c31
- Bibliotheek van het Japanse parlement: 00446418
- Nationale Bibliotheek van Tsjechië: mzk2002165401
- Nationale bibliotheek van Australië: 35284042
- Nationale Bibliotheek van Israël: 987007522724305171
- Nationale Bibliotheek van Polen: a0000002093230
- Nationale en Universitaire bibliotheek Zagreb: 000055341
- Nederlandse Thesaurus van Auteursnamen: 06937399X
- LIBRIS: 326964
- Système universitaire de documentation: 059846739
- Trove: 897016
- Virtual International Authority File: 92004185
- WorldCat: E39PBJg4gK6H7TKbxkXwj8Qg8C